# Prológica CP 400

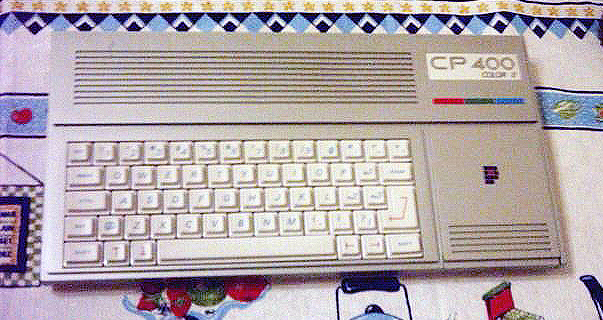
El CP-400 Color II.

El CP 400 era un microcomputador de 8 bits producido en Brasil en la década de los años 1980 por la empresa Prológica en plena "Reserva de Mercado". Estaba basado en el computador TRS-80 Color Computer (CoCo), que fue el primero de la compañía estadounidense Tandy RadioShack en generar imágenes en color.
El CP 400 tenía las siguientes características:
- Microprocesador Motorola M6809E de 890 kHz
- Entre 16 y 64 KB de memoria RAM
- Modo de texto de 32 x 16 caracteres
- Gráficos de baja resolución con 64 x 32 pixels
- Gráficos de media y de alta resolución, pudiendo llegar desde 128 x 96 o 128 x 192 píxeles con 4 colores por pixel, hasta los 256 x 192 píxeles con 2 colores por pixel
- Soporte para impresora, grabador de cintas de casete y unidad de disco flexible
- Puerto de expansión donde era posible conectar cartuchos con programas, juegos, etc

La primera versión del CP 400 Color tenía un teclado de goma (bastante similar al Microdigital TK85 o al ZX Spectrum) y, debido a un error del proyecto, podía tener problemas de recalentamiento. Posteriormente se sustituyó el teclado de goma por uno de teclas plásticas. La segunda versión del computador, el CP 400 Color II, tenía un teclado similar a los PC corrientes, con resortes pequeños y teclas de plástico más grandes que las de la primera versión, y que recibió el curioso apodo de 'Perereca' (nombre que se le da en Brasil a una especie de rana de árbol) debido a que las teclas tenían la facilidad de saltar del teclado. Este nuevo teclado no tenía los problemas de recalentamiento del primero.
En el comienzo la competencia que el CP 400 tenía era reducida, puesto que solamente los computadores de Apple y los TKs más avanzados (de 1985 y los años 1990) podían hacer frente a los gráficos y a los colores del computador. Pero esto cambió dramáticamente con el lanzamiento de los computadores MSX. Bastante superiores en gráficos y sonido, el MSX entró de manera impresionante en el escenario brasileño de microcomputadores y dejó a todos los competidores, incluyendo al CP 400, atrás.
El CP 400 no era la única computadora brasileña compatible con el "CoCo". Otros fabricantes también desarrollaron "clones" del computador estadounidense o del Dragon 32/64, un clon más avanzado que el CoCo desarrollado en Inglaterra. Había también un híbrido, el MC1000 del CCE, el cual tenía el mismo procesador gráfico del CP 400, el Motorola M6847, pero con el CPU Z80, junto con el chip de sonido usado en los computadores MSX.